# O Paciente - O Caso Tancredo Neves
O Paciente - O Caso Tancredo Neves é um filme brasileiro de 2018, do gênero drama histórico-biográfico, dirigido por Sérgio Rezende, com roteiro de Gustavo Lipsztein baseado no livro O Paciente: O Caso Tancredo Neves, do historiador Luís Mir.

## Sinopse

O filme retrata os últimos dias de Tancredo Neves (imagem).

Em 1985, na véspera de sua posse como presidente eleito indiretamente, Tancredo Neves passa mal e é internado. O diagnóstico inicial é apendicite aguda e os médicos o operam. Essa avaliação, no entanto, estava errada. Uma série de procedimentos posteriores, praticados pelos médicos que o atenderam, agravaram seu estado e o levaram à morte.

## Elenco
| Ator              | Personagem                   |
| ----------------- | ---------------------------- |
| Othon Bastos      | Tancredo Neves               |
| Esther Góes       | Risoleta Neves               |
| Leonardo Medeiros | Dr. Francisco Pinheiro Rocha |
| Paulo Betti       | Dr. Henrique Walter Pinotti  |
| Otávio Müller     | Dr. Renault Mattos Ribeiro   |
| Emílio Dantas     | Antônio Britto               |
| Billy Blanco Jr.  | Cardiologista                |
| Luciana Braga     | Inês Maria Neves             |
| Pedro Brício      | Patologista                  |
| Rod Carvalho      | Alto funcionário             |
| Eucir de Souza    | Dr. Freire                   |
| Lucas Drummond    | Aécio Neves                  |

## Produção
O filme teve um custo de 750 mil reais.

## Lançamento
Levou 16.428 pessoas ao cinema em sua semana de estreia e ao todo foram 47.340 ingressos vendidos.

## Recepção
Cássio Starling Carlos, do jornal Folha de S.Paulo, anotou que: "[...]as vezes, "O Paciente" assume algum viés investigativo, sem, contudo, pretender incomodar o passado [...], como uma versão levemente ficcional dos documentários chapa branca".
Daniel Schenker, do jornal carioca O Globo, elogiou o filme: "[...]Rezende sustenta o interesse do espectador do início ao fim graças, em boa medida, a uma interpretação minuciosa de Othon Bastos, que potencializa com precisão as crescentes limitações físicas de Tancredo[...]".
Neusa Barbosa, do CineWeb, escreveu: "[...]Mas o filme bem-intencionado, mas infelizmente limitado, de Sergio Rezende, não chega a tanto. Limita-se a criar uma espécie de pseudo-thriller médico, envolvendo um paciente cuja importância parece lhe ter sido, paradoxalmente, prejudicial, e cujo final trágico todos conhecemos[...]".

## Principais prêmios e indicações
| Ano  | Prêmio/Festival                         | Categoria                       | Indicado          | Resultado |
| ---- | --------------------------------------- | ------------------------------- | ----------------- | --------- |
| 2019 | Grande Prêmio do Cinema Brasileiro 2019 | Melhor Longa-Metragem de Ficção | Sérgio Rezende    | Indicado  |
| 2019 | Grande Prêmio do Cinema Brasileiro 2019 | Melhor ator                     | Othon Bastos      | Indicado  |
| 2019 | Grande Prêmio do Cinema Brasileiro 2019 | Melhor ator coadjuvante         | Otävio Muller     | Indicado  |
| 2019 | Grande Prêmio do Cinema Brasileiro 2019 | Melhor direção de arte          | Marcos Flaskman   | Indicado  |
| 2019 | Grande Prêmio do Cinema Brasileiro 2019 | Melhor figurino                 | Kika Lopes        | Indicado  |
| 2019 | Grande Prêmio do Cinema Brasileiro 2019 | Melhor maquiagem                | Adriano Manques   | Indicado  |
| 2019 | Grande Prêmio do Cinema Brasileiro 2019 | Melhor roteiro adaptado         | Gustavo Lipsztein | Indicado  |